# Beatrissa Jurjewna Sandomirskaja
Beatrissa Jurjewna Sandomirskaja (russisch Беатриса Юрьевна Сандомирская; * 2. Augustjul. / 14. August 1894greg. in Jekaterinoslaw; † 21. Februar 1974 in Moskau) war eine russisch-sowjetische Bildhauerin und Hochschullehrerin.

## Leben
Sandomirskajas Vater war der Journalist und Herausgeber Juri Sandomirski. Sie studierte Bildhauerei bei Leonid Sherwood, Robert Bach und Sergei Wolnuchin. Sie war mit Sergei Konjonkow bekannt und erklärte sich zu dessen Nachfolgerin. Ab 1914 beteiligte sie sich an Ausstellungen.
Nach der Oktoberrevolution schuf Sandomirskaja im Rahmen des Leninschen Programms der Monumental-Propaganda als erste Monumental-Skulptur in dem Programm die 4 m hohe Beton-Statue Maximilien de Robespierres, die zum ersten Jahrestag der Oktoberrevolution im November 1918 im Moskauer Alexandergarten vor der Italienischen Grotte enthüllt wurde und Sandomirskaja sehr bekannt machte. Drei Tage  später fiel die Statue nachts in Trümmer. Es blieb unklar, ob der Grund ein krimineller Akt oder ein falsch konstruierter Sockel oder ein Schaden im Beton durch Regen und Frost war. Nach dem Bürgerkrieg bot sich Sandomirskaja für die Restaurierung des Denkmals mit Aufstellung an derselben Stelle an, aber sie fand kein Interesse mehr dafür.
Im Dezember 1919 wurde Sandomirskaja als Beauftragte des Volkskommissariats für Bildung der RSFSR nach Orenburg geschickt, um dort Staatliche Freie Kunstwerkstätten (GSChM) zu gründen. Sie eröffnete die Werkstätten im Januar 1920 und lehrte kubistische Bildhauerei. 1920 und 1921 gründete sie solche Werkstätten auch in Taschkent und Samarkand. In Orenburg arbeitete sie mit Kasimir Malewitsch zusammen und in Samarkand mit Alexander Nikolajew. Als begeisterte Anhängerin des Konstruktivismus experimentierte sie mit Metall, Glas, Karton, Sperrholz und Anhäufungen geometrischer Formen. Jedoch fühlte sie sich in ihrer schöpferischen Phantasie zunehmend eingeschränkt, so dass sie sich vom Konstruktivismus entfernte und ihre Werke der Jahre 1920 und 1921 zerstörte. Sie wandte sich der afrikanischen Plastik zu und schuf Werke im äthiopischen Stil.
In den 1930er Jahren war Sandomirskaja wie auch Stepan Tschurakow, Iwan Jefimow und Julija Kun Mitglied der Brigade der Holzbildhauer, die sich für die Verwendung von Holz bei der Gestaltung von Gebäuden im Innen- und Außenbereich einsetzte. 1935 organisierte die Brigade zusammen mit Dawid Jakerson, Wassili Watagin und anderen eine Ausstellung für Holz-Skulpturen, die aber nicht wie geplant eine regelmäßige Veranstaltung wurde. Der sich entwickelnde Sozialistische Klassizismus ließ keinen Raum für die Ideen der Brigade.
Nachdem Sandomirskaja mit ihren Denkmalsprojekten für Wladimir Majakowski, Nikolai Ostrowski und Wassili Tschapajew bei Wettbewerben keinen Erfolg hatte, wandte sie sich von der Monumental-Bildhauerei ab und schuf eine lange Reihe von Holz-Porträt-Skulpturen meistens von Frauen, die sie auch nach dem Deutsch-Sowjetischen Krieg fortsetzte. Ihre Skulptur Maidanek (1944) zeigt eine Mutter mit ihrem toten Sohn im Arm. Um Anregungen zu bekommen, reiste sie durchs Land und lernte die kaukasischen und zentralasiatischen Kulturen kennen, wo sie zeitweise arbeitete. 1966 fand in Moskau eine große Einzelausstellung mit 145 Holz-Skulpturen Sandomirskajas statt.
Sandomirskaja unterrichtete Malerei an verschiedenen Kunstschulen, beteiligte sich an der Ausschmückung von Festsälen und schuf Kompositionen für Demonstrationen.
Sandomirskaja starb am 21. Februar 1974 in Moskau und wurde auf dem Armenischen Friedhof begraben.
Werke Sandomirskajas befinden sich in der Tretjakow-Galerie, im Russischen Museum, in den Kunstmuseen Brjansk und Tula und im Kunstmuseum Nukus der autonomen Republik Karakalpakistan.